# George Fett
George Leonard Fett (Cleveland, 7 luglio 1920 – 6 novembre 1989) è stato un fumettista statunitense noto per la serie a fumetti di Sniffy e Norbert.

## Biografia
George Fett nacque a Cleveland, Ohio, unico figlio degli immigrati di origine ungherese Frank J. and Elizabeth Horvath Fett. Conseguì il diploma presso la Collinwood High School nel 1938 per poi continuare gli studi alla Cleveland School of Art, completandoli nel 1941. Si unì alla Marina mercantile degli Stati Uniti e prestò servizio su navi nell'Atlantico e nel Mediterraneo.
Nel 1944 si sposò con la sua fidanzata del liceo. Ha poi frequentato la Colorado School of Art grazie a una borsa di studio. Diretti a New York per cercare opportunità di lavoro, i due si fermarono a Cleveland per fare visita alla famiglia e decisero di rimanervi iniziato una carriera come ingegnere che durò decenni. Nel 1961, decise di dedicarsi alla sua vecchia passione incominciando a disegnare fumetti e presentando diverse idee ai distributori prima che infine fosse accettata la serie Sniffy che esordì il 29 giugno 1964.
Quando dopo il 1966 il personaggio di Little No-No divenne uno dei personaggi principali, la striscia fu rinominata nel 1970 Little No-No and Sniffy; alla fine il personaggio di Sniffy venne abbandonato e Little No-No si evolse in Norbert e la striscia venne rinominata Norbert nel 1973. Ciò accadde un anno dopo che lo United Feature Syndicate rilevò la diffusione a fumetti del fumetto di Fett. Fett disegnò Norbert fino al 2 gennaio 1982 quando venne proseguita da Winthrop Dick Cavalli che continuò la striscia fino al 26 settembre 1983.
Durante gli anni settanta e nei primi anni ottanta i personaggi della serie a fumetti divennero protagonisti di un vasto merchandising principalmente per il mercato giapponese sotto il nome giapponese per il fumetto, Norbert Mac.
Nel suo ritiro, Fett dipinse con acquerelli e oli. Morì il 6 novembre 1989, all'età di 69 anni.